# Тъжна неделя
„Тъжна неделя“ (на немски: Ein Lied von Liebe und Tod) е германски романтичен филм от 1999 година на режисьора Ролф Шубел по негов сценарий в съавторство с Рут Тома, базиран на романа „Das Lied vom traurigen Sonntag“ от Ник Барков.
Действието се развива в Будапеща в 30-те и 40-те години на XX век и проследява любовната връзка между красива сервитьорка, собственик на луксозен ресторант и талантлив пианист и техните отношения с германски офицер, координиращ провеждането на Холокост в Унгария. Главните роли се изпълняват от Ерика Марожан, Йоахим Крол, Стефано Дионизи, Бен Бекер.